# رتیل (فیلم)
«رتیل» (انگلیسی: Tarantula (film)) فیلمی در ژانر علمی–تخیلی به کارگردانی جک آرنولد و تولید شده به توسط ویلیام آلاند است که در سال ۱۹۵۵ منتشر شد.

## بازیگران
- جان آگار
- مارا کوردی
- لئو جی. کارول
- کلینت ایستوود
- راس الیوت
- ریموند بیلی
- ادی پارکر
- استیو دارل